# Segunda División Peruana 1995
La Segunda División Peruana 1995 fue la 43ª edición de este torneo de ascenso. Tuvo como participantes a 12 elencos del Departamento de Lima. A los 9 equipos que conservaron la categoría en la Temporada anterior se unieron 3 nuevos equipos: Defensor Lima, descendido del Campeonato Descentralizado 1994. El club Sport Agustino y el Municipal de Chorrillos, ambos fueron promovidos desde la Región Promocional de Fútbol Lima y Callao 1994.
Antes de iniciar el campeonato, Meteor Sport Club y Lawn Tennis Fútbol Club anunciaron el termnino de su fusión, sin embargo debido a que Enrique Lau Chun abandono el torneo por problemas económicos, este último obtuvo el derecho a participar en el certamen como equipo independiente. También, Mixto Estudiantil (tras perder por dos W. O. consecutivos), anunció su retiro, jugándose el torneo con 11 equipos restantes. Por lo tanto, cada equipo ganaba los puntos y dos goles a favor, cada vez cuando le tocaba jugar con Mixto Estudiantil. Al culminar la temporada, Guardia Republicana obtuvo el título del torneo y el ascenso al Campeonato Descentralizado 1996, en tanto Municipal Chorrillos - que obtuvo el menor puntaje - fue el equipo descendido.

## Resultados
| Puesto | Equipo               | J  | G  | E | P  | GF | GC | DG  | PTS. |
| ------ | -------------------- | -- | -- | - | -- | -- | -- | --- | ---- |
| 1      | Guardia Republicana  | 20 | 14 | 3 | 3  | 57 | 12 | 45  | 45   |
| 2      | Deportivo Zúñiga     | 20 | 14 | 2 | 4  | 33 | 17 | 16  | 44   |
| 3      | Lawn Tennis          | 22 | 12 | 7 | 1  | 34 | 12 | 22  | 43   |
| 4      | Deportivo Yurimaguas | 20 | 11 | 5 | 4  | 24 | 14 | 10  | 38   |
| 5      | Alcides Vigo         | 20 | 10 | 6 | 4  | 35 | 18 | 17  | 36   |
| 6      | Bella Esperanza      | 20 | 7  | 1 | 12 | 16 | 30 | -14 | 22   |
| 7      | Meteor Sport Club    | 20 | 4  | 6 | 10 | 22 | 26 | -4  | 18   |
| 8      | Defensor Lima        | 20 | 4  | 4 | 12 | 19 | 41 | -22 | 16   |
| 9      | Sport Agustino       | 20 | 3  | 6 | 11 | 14 | 35 | -21 | 15   |
| 10     | América Cochahuayco  | 20 | 2  | 8 | 10 | 23 | 34 | -11 | 14   |
| 11     | Municipal Chorrillos | 20 | 2  | 5 | 13 | 21 | 59 | -38 | 11   |
| 12     | Mixto Estudiantil    | 20 | 0  | 0 | 22 | 0  | 44 | -44 | 0    |

|  | Campeonato Descentralizado 1996 |
|  | Descendido                      |